# Stenochironomus longipalpis
Stenochironomus longipalpis är en tvåvingeart som först beskrevs av Jean-Jacques Kieffer 1913.  Stenochironomus longipalpis ingår i släktet Stenochironomus och familjen fjädermyggor. Inga underarter finns listade i Catalogue of Life.